# Щеколдин, Степан Григорьевич
Степа́н Григо́рьевич Щеколдин (5 мая 1904, Москва — 6 мая 2002, Ставрополь) — старший научный сотрудник Воронцовского дворца-музея (Алупка), в годы Второй мировой войны дважды спасший музей от уничтожения и разорения

## Биография
Родился 5 мая 1904 года в Москве. Окончил Александровское коммерческое училище. Интересовался искусством, театром. Организовал у себя дома с товарищем кружок для самообразования и развития, за что был в 1933 году постановлением Особого совещания сослан в ссылку в Северный край (формулировка — «за контрреволюционную деятельность»). По истечении срока ссылки С. Г. Щеколдин отправился в Евпаторию, где у своих родителей находилась его жена. Впервые увидев Алупкинский дворец-музей, был очарован им.
Старший научный сотрудник Воронцовского дворца-музея Степан Григорьевич Щеколдин во время Великой Отечественной войны был назначен немецкими оккупационными властями Крыма директором музея. Дважды спасал уникальное достояние мировой культуры — Воронцовский дворец-музей — сначала в 1941 году от поджога советских властей, а в 1944 году от заложенных немцами для подрыва у музея артиллерийских снарядов. Во время оккупации прятал от немцев экспонаты музея, которые могли быть вывезены в Германию. После войны занимался поисками пропавших коллекций дворца.
В 1945 году после освобождения Крыма от оккупации по оговору Кинеловского был осуждён на 10 лет за «сотрудничество с оккупационным режимом». Реабилитирован на Украине в 1991 году при содействии Д. С. Лихачёва.
После освобождения С. Г. Щеколдин поселился в Таганроге, где работал в Таганрогском драматическом театре рядовым распространителем билетов. После смерти жены её родственники забрали С. Г. Щеколдина в Ставрополь, где он и скончался 6 мая 2002 года.
Похоронен в Ставрополе.

## Мемуары С. Г. Щеколдина
- Степан Щеколдин. О чём молчат львы. Крым. Алупка. 1941—1944 / Составитель Галина Филатова. — Симферополь: «Н. Оріанда», 2015. — 114 с. — («Музейные мемуары»). — 1000 экз. — ISBN 978-966-96878-0-7.

## Память
- Степану Григорьевичу Щеколдину посвящено стихотворение Р. Казаковой «Баллада о хранителе музея».
- С. Г. Щеколдину посвящён документальный фильм «Крым и рым»

- В декабре 2017 года в Таганроге на стене дома по адресу ул. Дзержинского 171/3, где С. Г. Щеколдин проживал с 1975 по 2000 год, была установлена мемориальная доска[2][3].
- Четырехсерийный документальный фильм. Режиссёр: Григорий Илугдин. ООО «Григ-Фильм». 2017 г. О чем молчат львы.  160 мин. {{cite episode}}: |series= пропущен или пуст (справка)[4]
- Документальный фильм «Степан Щеколдин. Человек, который спас Воронцовский дворец». Режиссер С.Литовец. АБ-ТВ продакшн, 2018 г., 39 мин.
- Документальный фильм «Дело гражданина Щеколдина». Режиссёр: Григорий Илугдин. Мириам-Медиа. Россия, 2021. 1 ч., 29 мин.